# Медаль «За службу» (Российская империя, Екатерина II)
18 января 1788 года вышел именной указ № 16606, данный Военной Коллегии «О пожаловании нижним чинам, выслужавшим в легкой коннице свыше 15 летнего срока, серебряных и золотых медалей».
По этому указу все нижние чины, прослужившие в легкой коннице свыше 15 лет еще три года, получали серебряные медали, а прослужившие сверх срока не менее пяти лет — золотые.
Инициатором появления этих наград стал князь Потемкин. В протоколах заседаний Государственного Совета есть запись, датированная 13 января 1788 г.: «Генерал-фельдмаршал князь Потемкин-Таврический из Елисаветграда представлял… о награждении медалями тех из состоящих в легкой коннице нижних чинов, кои сверх положенного для них пятнадцатилетнего срока продолжат свою службу».
По рисунку, доставленному от Г. А. Потемкина, на Монетном дворе были сделаны две пробные медали, одна серебряная с вензелем Екатерины II на лицевой стороне и надписью «За службу» — на оборотной, и вторая — золотая, также с вензелем и надписью «За усердную службу». Первая (обошедшаяся казне в 80 копеек) предназначалась для прослуживших сверх 15 лет ещё три года, вторая (ценою в 2 рубля 50 копеек) — 5 лет. После того как образцы медалей были утверждены императрицей, 29 февраля 1788 г. было велено изготовить 500 золотых и 1000 серебряных экземпляров. Медали были отчеканены и препровождены к главнокомандующему Екатеринославской армией (в которой находились легкоконные полки) Г. А. Потемкину-Таврическому «для известного употребления», то есть для раздачи ветеранам, оставшимся в рядах армии.
В связи с военными действиями раздача заслуженных медалей надолго затянулась. Например, в Елисаветградский конно-егерский полк эти медали были присланы лишь в январе 1792 г., в том числе золотых — 74, серебряных 119 штук.
Серебряная медаль имеет овальную форму размером 29,5×35 мм. На лицевой стороне ее изображен вензель Екатерины II, увенчанный императорской короной, а на оборотной стороне надпись в две строки: «ЗА / СЛУЖБУ».
Золотая медаль имеет овальную форму размером 17×33 мм. На лицевой стороне ее изображен вензель Екатерины II, увенчанный императорской короной, а на оборотной стороне надпись в пять строк: «ЗА / УСЕРД / НУЮ / СЛУЖ / БУ».
Медали следовало носить на Андреевской ленте.